# Zielonka
Zielonka este un oraș în Polonia.